# ماتیا فیلیپی
ماتیا فیلیپی (انگلیسی: Mattia Filippi؛ زادهٔ ۹ مهٔ ۱۹۹۳) بازیکن فوتبال اهل ایتالیا است.
از باشگاه‌هایی که در آن بازی کرده‌است می‌توان به باشگاه فوتبال ویچنزا و باشگاه فوتبال چزنا اشاره کرد.